# Serbelawan
Serbelawan is een bestuurslaag in het regentschap Simalungun van de provincie Noord-Sumatra, Indonesië. Serbelawan telt 10.053 inwoners (volkstelling 2010).